# Luggude-Åsbo kontrakt
Luggude-Åsbo kontrakt är ett kontrakt i Lunds stift inom Svenska kyrkan. 

## Administrativ historik
Kontraktet bildades 2020 genom en utökning av Åsbo kontrakt med en del pastorat och församlingar från Luggude och Helsingborgs kontrakt samtidigt som namnändring till Luggude-Åsbo kontrakt skedde. 
Kontraktskoden är 0713.